# 中華人民共和国国家歴史文化名城
国家歴史文化名城（こっかれきしぶんかめいじょう、中国語：国家历史文化名城）は、中華人民共和国の文化遺産保護制度の一つ。中華人民共和国国務院が1982年に制定した制度である。

## 概要
歴史的価値や文化的価値が高く、都市全体が文化遺産として評価出来、現在も継続している都市を保護する制度である。北京大学教授の侯仁之、建設部の鄭孝燮、故宮博物院副館長の単士元が文化遺産保護の必要性を趣旨として提案した。「名城」の「城」は中国語で都市・町を表すもので、日本語の「城（城郭）」ではないことに注意。
現在は141自治体がリストされている。1982年、1986年、1994年と3回にわたって公布され、以降も数ヶ月に1回の頻度で追加されている。このほかに、各省政府が指定した歴史文化名城もある。

## 分類
- 古都型 - 首府としての遺跡があり、古都にふさわしい風格がある都市。北京、西安など。
- 伝統風貌型 - 歴史的に蓄積された建築群を残す町並み。平遥、韓城、開平など。
- 風景名勝型 - 自然環境に優れた特色がある都市。桂林、蘇州など。
- 地方民族特色型 - 地域的、民族的に独自の特色を有する都市。麗江、ラサなど。
- 近現代史跡型 - 近現代の歴史上の事件を反映する史跡がある都市。マカオ、上海、遵義など。
- 特殊産業型 - 特定の産業で歴史的に突出する都市。自貢、景徳鎮など。
- 一般史跡型 - 全域に文物古跡が分布し、歴史的伝統を体現する都市。長沙、済南など。

## 指定履歴
- 第一批（第1回指定）：1982年2月8日公布、24ヶ所[2]
- 第二批（第2回指定）：1986年12月8日公布、38ヶ所[3]
- 第三批（第3回指定）：1994年1月4日公布、37ヶ所[4]
- 増補aa：2001年8月10日公布、1ヶ所[5]
- 増補ab：2001年12月17日公布、1ヶ所[6]
- 増補ac：2004年10月1日公布、1ヶ所[7]
- 増補ad：2005年4月14日公布、1ヶ所[8]
- 増補ae：2007年3月9日公布、1ヶ所[9]
- 増補af：2007年3月13日公布、1ヶ所[10]
- 増補ag：2007年3月18日公布、2ヶ所[11][12]
- 増補ah：2007年4月27日公布、1ヶ所[13]
- 増補ai：2007年5月6日公布、1ヶ所[14]
- 増補aj：2007年9月15日公布、1ヶ所[15]
- 増補ak：2009年1月2日公布、1ヶ所[16]
- 増補al：2010年11月9日公布、1ヶ所[17]
- 増補am：2011年1月24日公布、2ヶ所[18][19]
- 増補an：2011年3月12日公布、1ヶ所[20]
- 増補ao：2011年3月14日公布、1ヶ所[21]
- 増補ap：2011年5月1日公布、1ヶ所[22]
- 増補aq：2011年11月2日公布、1ヶ所[23]
- 増補ar：2012年3月15日公布、1ヶ所[24]
- 増補as：2012年6月28日公布、1ヶ所[25]
- 増補at：2013年2月10日公布、1ヶ所[26]
- 増補au：2013年5月18日公布、1ヶ所[27]
- 増補av：2013年7月28日公布、1ヶ所[28]
- 増補aw：2013年11月18日公布、1ヶ所[29]
- 増補ax：2014年7月14日公布、1ヶ所[30]
- 増補ay：2014年8月6日公布、1ヶ所[31]
- 増補az：2015年6月1日公布、1ヶ所[32]
- 増補ba：2015年8月11日公布、1ヶ所[33]
- 増補bb：2015年10月3日公布、1ヶ所[34]
- 増補bc：2016年4月22日公布、1ヶ所[35]
- 増補bd：2016年11月22日公布、1ヶ所[36]
- 増補be：2016年12月16日公布、1ヶ所[37]
- 増補bf：2017年7月16日公布、1ヶ所[38]
- 増補bg：2017年10月15日公布、1ヶ所[39]
- 増補bh：2018年5月2日公布、1ヶ所[40]
- 増補bi：2020年11月29日公布、1ヶ所[41]
- 増補bj：2021年3月3日公布、1ヶ所[42]
- 増補bk：2021年6月2日公布、1ヶ所[43]
- 増補bl：2021年11月7日公布、1ヶ所[44]
- 増補bm：2022年1月11日公布、1ヶ所[45]
- 増補bn：2022年3月28日公布、1ヶ所[46]
- 増補bo：2023年3月5日公布、1ヶ所[47]
- 増補bp：2023年10月10日公布、1ヶ所[48]
- 増補bq：2024年12月16日公布、1ヶ所[49]

## リスト

### 北京市
- 北京（1）[2]

### 天津市
- 天津（2）[3]

### 河北省
- 承徳（1）[2]
- 保定（2）[3]
- 正定（3）[4]
- 邯鄲（3）[4]
- 秦皇島市山海関区（aa）[5]
- 蔚県（bh）[40]

### 山西省
- 大同（1）[2]
- 平遥（2）[3]
- 新絳（3）[4]
- 代県（3）[4]
- 祁県（3）[4]
- 太原市（ao）[21]

### 内モンゴル自治区
- フフホト（2）[3]

### 遼寧省
- 瀋陽（2）[3]
- 遼陽市（bi）[41]

### 吉林省
- 吉林（3）[4]
- 集安（3）[4]
- 長春市（bg）[39]

### 黒竜江省
- ハルビン（3）[4]
- チチハル（ay）[31]

### 上海市
- 上海（2）[3]

### 江蘇省
- 南京（1）[2]
- 蘇州（1）[2]
- 揚州（1）[2]
- 鎮江（2）[3]
- 常熟（2）[3]
- 徐州（2）[3]
- 淮安（2、現在の淮安市淮安区）[3]
- 無錫市（aj）[15]
- 南通市（ak）[16]
- 宜興市（am）[18]
- 泰州市（at）[26]
- 常州市（az）[32]
- 高郵市（bd）[36]
- 興化市（bq）[49]

### 浙江省
- 杭州（1）[2]
- 紹興（1）[2]
- 寧波（2）[3]
- 衢州（3）[4]
- 臨海（3）[4]
- 金華市（ag）[11]
- 嘉興市（am）[19]
- 湖州市（ax）[30]
- 温州市（bc）[35]
- 竜泉市（bf）[38]

### 安徽省
- 歙県（2）[3]
- 寿県（2）[3]
- 亳州（2）[3]
- 安慶市（ad）[8]
- 績渓県（ag）[12]
- 黟県（bk）[43]
- 桐城市（bl）[44]

### 福建省
- 泉州（1）[2]
- 福州（2）[3]
- 漳州（2）[3]
- 長汀（3）[4]
- 莆田市（bp）[48]

### 江西省
- 景徳鎮（1）[2]
- 南昌（2）[3]
- 贛州（3）[4]
- 瑞金市（ba）[33]
- 撫州市（bm）[45]
- 九江市（bn）[46]

### 山東省
- 曲阜（1）[2]
- 済南（2）[3]
- 青島（3）[4]
- 聊城（3）[4]
- 鄒城（3）[4]
- 臨淄（3）[4]
- 泰安市（ae）[9]
- 蓬萊市（ap、現在の煙台市蓬萊区）[22]
- 煙台市（av）[28]
- 青州市（aw）[29]

### 河南省
- 洛陽（1）[2]
- 開封（1）[2]
- 安陽（2）[3]
- 南陽（2）[3]
- 商丘県（2、現在の商丘市睢陽区・梁園区一帯）[3]
- 鄭州（3）[4]
- 浚県（3）[4]
- 濮陽市（ac）[7]

### 湖北省
- 江陵（1、現在の荊州市荊州区）[2]
- 武漢（2）[3]
- 襄樊（2、現在の襄陽市）[3]
- 随州（3）[4]
- 鍾祥（3）[4]

### 湖南省
- 長沙（1）[2]
- 岳陽（3）[4]
- 鳳凰県（ab）[6]
- 永州市（be）[37]

### 広東省
- 広州（1）[2]
- 潮州（2）[3]
- 肇慶（3）[4]
- 仏山（3）[4]
- 梅州（3）[4]
- 海康（3、現在の雷州市）[4]
- 中山市（an）[20]
- 恵州市（bb）[34]

### 広西チワン族自治区
- 桂林（1）[2]
- 柳州（3）[4]
- 北海市（al）[17]

### 海南省
- 瓊山（3、現在の海口市瓊山区）[4]
- 海口市（af）[10]

### 重慶市
- 重慶（2）[3]

### 四川省
- 成都（1）[2]
- 閬中（2）[3]
- 宜賓（2）[3]
- 自貢（2）[3]
- 楽山（3）[4]
- 都江堰（3）[4]
- 瀘州（3）[4]
- 会理県（aq、現在の会理市）[23]

### 貴州省
- 遵義（1）[2]
- 鎮遠（2）[3]

### 雲南省
- 昆明（1）[2]
- 大理（1）[2]
- 麗江（2）[3]
- 建水（3）[4]
- 巍山（3）[4]
- 会沢県（au）[27]
- 通海県（bj）[42]
- 剣川県（bo）[47]

### チベット自治区
- ラサ（1）[2]
- シガツェ（2、現在はシガツェ市サムドゥプツェ区）[3]
- ギャンツェ（3）[4]

### 陝西省
- 西安（1）[2]
- 延安（1）[2]
- 韓城（2）[3]
- 楡林（2）[3]
- 咸陽（3）[4]
- 漢中（3）[4]

### 甘粛省
- 武威（2）[3]
- 張掖（2）[3]
- 敦煌（2）[3]
- 天水（3）[4]

### 青海省
- 同仁（3）[4]

### 寧夏回族自治区
- 銀川（2）[3]

### 新疆ウイグル自治区
- カシュガル（2）[3]
- トルファン（ah）[13]
- テケス（ai）[14]
- クチャ（ar、現在の庫車市）[24]
- グルジャ（as）[25]